# Mezinárodní letiště Wen-čou Lung-wan
Mezinárodní letiště Wen-čou Lung-wan (čínsky v českém přepisu Wen-čou Lung-wan kuo-ťi ťi-čchang, pchin-jinem Wēnzhōu Lóngwān Guójì Jīchǎng, znaky zjednodušené 温州龙湾国际机场, IATA: WNZ, ICAO: ZSWZ) je mezinárodní letiště u Wen-čou v provincii Če-ťiang v Čínské lidové republice. Do 25. dubna 2013 se jmenovalo mezinárodní letiště Wen-čou Jung-čchiang (čínsky pchin-jinem Wēnzhōu Yóngqiáng Jīchǎng, znaky zjednodušené 温州永强机场).
Leží ve východní části obvodu Lung-wan, ve vzdálenosti přibližně čtyřiadvacet kilometrů jihovýchodně od centra a zhruba kilometr jihozápadně od ústí řeky Ou-ťiang do Východočínského moře.
Letiště bylo uvedeno do provozu 12. června 1990.